# LSV Hamburg
El Luftwaffen-Sportverein Hamburg (en español: Club Deportivo de la Fuerza Aérea de Hamburgo), conocido simplemente como LSV Hamburg, fue un equipo de fútbol de Alemania nazi que jugó en la Gauliga Hamburg, una de las ligas regionales que conformaban la primera división de fútbol del país.

## Historia
Fue fundado el 8 de diciembre de 1942 en la ciudad de Hamburgo por el Coronel Laichner como uno de los equipos militares representantes de Alemania nazi durante el periodo del Tercer Reich como otros equipos de territorios ocupados como Luftwaffen-SV Danzig, SV der SG SS Straßburg, Mölders Krakau y Heeres-SV Groß Born.
El equipo estaba compuesto por militares, a los cuales les ofrecían jugar fútbol para no cumplir con misiones peligrosas al servicio de las fuerzas armadas.
En 1943 el club participa por primera vez en la Gauliga Hamburg, aunque su éxito en ese año fue llegar a la final de la Copa de Alemania donde perdió 2-3 contra el First Vienna FC. En la liga logró 17 victorias y un empate, logrando la clasificación a la fase nacional, peridiendo la final ante el Dresdener FC en Berlin por la entonces llamada Copa Victoria.
En la siguiente temporada solo se pudieron completar tres jornadas porqué en septiembre de 1944 todos los equipos militares fueron suspendidos luego del ataque de las fuerzas aliadas en Alemania nazi, y el club termina desapareciendo en 1945 durante la Segunda Guerra Mundial.

## Palmarés
- Gauliga Hamburg: 1

1944

## Jugadores

### Jugadores destacados
- Fritz Walter
- Sepp Herberger